# Juncus macrophyllus
Juncus macrophyllus är en tågväxtart som beskrevs av Frederick Vernon Coville. Juncus macrophyllus ingår i släktet tåg, och familjen tågväxter. Inga underarter finns listade i Catalogue of Life.
Den växer naturligt i sydvästra USA och i Baja California, på fuktiga platser i flera olika lokala naturtyper, till exempel chaparral.